# Nedine spathi
Nedine spathi là một loài bọ cánh cứng trong họ Cerambycidae.